# Чемпіонат Києва із шахів
Чемпіонат Києва — шаховий турнір, що проводиться в місті Київ від 1900 року. За словами укладача «Шахового енциклопедичного словника» Володимира Батури, імовірно проводились від середини 1870-х років, і до 1900 року найчастіше його вигравав Борис Ніколаєв. До 1990 року водночас були відбірковими змаганнями до чемпіонату України. Нижче подано список переможців:
| Рік  | Переможець |
| ---- | --- |
| 1900 | Борис Ніколаєв[1] (за іншими даними Федір Дуз-Хотимирський[3][4]) |
| 1901 | Мойше Ловцький[pl][1][5] |
| 1902 | Федір Дуз-Хотимирський[1][3] |
| 1903 | Федір Дуз-Хотимирський[1][3] |
| 1904 | Федір Дуз-Хотимирський[1] (за іншими даними П. П. Бенко[6]) |
| 1905 | П. Бенко[1] (за іншими даними Федір Дуз-Хотимирський[7]) |
| 1906 | Федір Дуз-Хотимирський[1][3] |
| 1908 | Стефан Ізбінський[1] |
| 1909 | Борис Ніколаєв[1][2][8] |
| 1910 | Стефан Ізбінський[1][9] |
| 1911 | Стефан Ізбінський (великий чемпіонат 14 лютого — 30 березня та перемога у додатковому матчі Боголюбова) Федір Богатирчук (малий чемпіонат 24 квітня — 10 травня)[1][10] |
| 1913 | Евенсон Олександр Мойсейович[1][11] |
| 1914 | Олександр Евенсон[1][12] |
| 1915 | |
| 1916 | Олександр Евенсон |
| 1923 | Федір Богатирчук[13] |
| 1924 | Яків Вільнер |
| 1925 | Федір Богатирчук[14] |
| 1926 | Йосип Погребиський[15] |
| 1927 | Федір Богатирчук[16] |
| 1928 | Всеволод Раузер (малий чемпіонат) (за іншими даними Олександр Константинопольський[17])                                                                                 |
| 1929 | Федір Богатирчук[18] |
| 1930 | Всеволод Раузер[19][20] |
| 1931 | Борис Ратнер[21][22] |
| 1932 | Олександр Константинопольський[23] |
| 1933 | Олександр Константинопольський Федір Богатирчук[24] |
| 1934 | Олександр Константинопольський Борис Ратнер |
| 1935 | Олександр Константинопольський[25] |
| 1936 | Олександр Константинопольський[26] |
| 1937 | Борис Ратнер, Абрам Хавін[27] |
| 1938 | (не проводився) |
| 1939 | Абрам Хавін[28] |
| 1940 | Борис Гольденов[29][30] |
| 1941 | Борис Гольденов[29][31] |
| 1947 | Абрам Кофман, Юрій Сахаров[32] |
| 1948 | (не проводився) (За іншими даними Юрій Сахаров[33]) |
| 1949 | Юрій Сахаров[33][34] |
| 1950 | Абрам Хавін[35] |
| 1951 | Борис Ратнер[36] |
| 1952 | Абрам Хавін[37] |
| 1953 | |
| 1954 | Анатолій Мірошниченко[38] |
| 1955 | Анатолій Банник[39] |
| 1956 | Ісаак Липницький[40] |
| 1957 | Владлен Зурахов[21] |
| 1958 | Юрій Ніколаєвський[41][42] |
| 1959 | Владлен Зурахов[43] |
| 1960 | |
| 1961 | Юрій Сахаров, Владислав Шияновський[44] |
| 1962 | Юрій Ніколаєвський[45] |
| 1963 | Ігор Платонов, Юхим Лазарєв[46][47] |
| 1964 | Анатолій Банник[48] |
| 1965 | |
| 1966 | Юрій Ніколаєвський[49] |
| 1967 | |
| 1968 | Анатолій Банник |
| 1969 | Анатолій Банник[50] |
| 1970 | Юрій Ніколаєвський[51] |
| 1971 | Юрій Ніколаєвський[52] |
| 1972 | Ігор Платонов [53] |
| 1973 | Наум Левін, І. Фойгель[54] |
| 1974 | В. Соколов |
| 1975 | Леонід Гофштейн[55] |
| 1976 | Віктор Денисенко |
| 1977 | Леонід Гофштейн[56] |
| 1978 | А. Рудченко |
| 1979 | |
| 1980 | Борис Таборов[57] |
| 1981 | |
| 1982 | |
| 1983 | В. Усачий |
| 1984 | Леонід Гофштейн, І. Фойгель[58] |
| 1985 | Леонід Кернажицький |
| 1986 | Леонід Зайд, Валентин Сергеєв[59] |
| 1987 | Леонід Гофштейн, Леонід Зайд, А. Панченко[60] |
| 1988 | |
| 1989 | Д. Брянський[61] |
| 1990 | Борис Таборов[2] |
| 1991 | Леонід Ніколаєв |
| 1992 | |
| 1993 | Олексій Косиков |
| 1994 | |
| 1995 | Володимир Баклан |
| 1996 | Сергій Перун[62] |
| 1997 | Вадим Малахатько[62] |
| 1998 | Олексій Косиков[63][62] |
| 1999 | Вадим Малахатько[64][65][62] |
| 2000 | 1. Борис Таборов (9), 2. Вадим Малахатько (9)[66][62] |
| 2001 | Спартак Височин[62] |
| 2002 | Вадим Шишкін[67][62] |
| 2003 | Спартак Височин, Вадим Шишкін[68] |
| 2004 | Вадим Малахатько[69] |
| 2005 | Сергій Павлов[70] |
| 2006 | Павло Кругляков[71][62] |
| 2007 | Вадим Шишкін[72][62] |
| 2008 | Сергій Павлов |
| 2009 | Сергій Павлов |
| 2010 | Олексій Кислинський |
| 2011 | Вадим Шишкін[73] |
| 2012 | Андрій Баришполець |
| 2013 | Вадим Шишкін[74] |
| 2014 | |
| 2015 | |
| 2016 | Віктор Скляров[75] |
| 2017 | |
| 2018 | |
| 2019 | Михайло Мельничук[76] |